# ريان بيرد
ريان بيرد (بالإنجليزية: Ryan Bird)‏ (15 نوفمبر 1987 في المملكة المتحدة - ) هو لاعب كرة قدم بريطاني في مركز الهجوم. لعب مع كامبريدج يونايتد ونادي بورتسموث ونادي هارتلبول يونايتد ويوفل تاون وهافانت أند ووترلوفيل وBurnham F.C. ‏.

## وصلات خارجية
- ريان بيرد على موقع قاعدة بيانات كرة القدم.إي يو (الإنجليزية)
- ريان بيرد على موقع Soccerbase.com (لاعب) (الإنجليزية)
- ريان بيرد على موقع Soccerway.com (الإنجليزية)